# Rhipicephalus kohlsi
Rhipicephalus kohlsi är en fästingart som beskrevs av Harry Hoogstraal och Kaiser 1960. Rhipicephalus kohlsi ingår i släktet Rhipicephalus och familjen hårda fästingar.
Artens utbredningsområde är Israel. Inga underarter finns listade i Catalogue of Life.